# (204711) Luojialun
(204711) Luojialun est un astéroïde de la ceinture principale.

## Description
(204711) Luojialun est un astéroïde de la ceinture principale. Il fut découvert le 1er avril 2006 à l'observatoire de Lulin par Ye Quan-Zhi et Hong Qin Lin. Il présente une orbite caractérisée par un demi-grand axe de 2,80 UA, une excentricité de 0,22 et une inclinaison de 3,2° par rapport à l'écliptique.